# Hanna Hedlund
Hanna Kristina Hedlund, född 24 januari 1975 i Hanebo församling, Gävleborgs län, är en svensk sångare och skådespelare.

## Karriär
Hedlund tävlade i den svenska Melodifestivalen 2000 med låten "Anropar försvunnen" som slutade på åttonde plats. Tävlade igen sen med sin syster Lina Hedlund med låten "Big Time Party" år 2002 där de tog sig till finalen, och slutade på en nionde plats.
2007 var hon domare i underhållningsprogrammet Talang 2007 i TV4, tillsammans med Tobbe Blom och Bert Karlsson. 2008 var hon programledare för Singing Bee i TV3 och spelade in sin första skiva. Under sommaren 2008 medverkade Hedlund i musikalen Hujeda mej vá många sånger tillsammans med Linus Wahlgren, Ola Forssmed, Bianca Wahlgren Ingrosso, Benjamin Wahlgren, Frida Sandén, Mimmi Sandén, Vendela Palmgren, Josefine Götestam med flera. 2008/2009 deltog hon i andra säsongen av TV4:s Körslaget med Team Bollnäs, där de vann.
Hedlund medverkade i Melodifestivalen 2013 som en del av den då nybildade gruppen Swedish House Wives tillsammans med artistkollegorna Jenny Silver och Pernilla Wahlgren. I tävlingens andra deltävling hamnade de på sjätte plats med sin låt "On Top of the World". Hon var även med i en säsong av Finaste familjen på tv4. Hon är sångaren i husbandet till TV-programmet Hellenius hörna i varje avsnitt. Hon är även med i serien Ture Sventon och Bermudatriangelns hemlighet 2019 på Tv4.

## Familj
Hanna Hedlund är syster till Lina Hedlund. Tillsammans med exmaken Martin Stenmarck har hon tre barn födda 2004, 2006 och 2012. Paret gifte sig 2016, men meddelade i juni 2021 att de hade separerat.

## Teater

### Roller (ej komplett)
| År   | Roll          | Produktion                                                                                                | Regi                      | Teater                   |
| ---- | ------------- | --- | ------------------------- | ------------------------ |
| 2000 | Violett       | Lorden från gränden L. Arthur Rose och Noel Gay                                                           | Thomas Ryberger           | Intiman                  |
| 2003 |               | Hur man lyckas i business utan att bli utbränd Frank Loesser, Abe Burrows, Jack Weinstock, Willie Gilbert | Peter Björk Anders Albien | Intiman                  |
| 2016 |               | Murder Ballad Julia Jordan och Juliana Nash                                                               | Morgan Alling             | Teater Playhouse         |
| 2017 | Betty Lagberg | Spanska flugan Franz Arnold och Ernst Bach                                                                | Anders Aldgård            | Gunnebo slottsteater     |
| 2018 | Medverkande   | Kort, glad och tacksam Rikard Bergqvist och Manusfamiljen                                                 | Rikard Bergqvist          | Rival/ Turné             |
| 2020 | Medverkande   | Pernilla Wahlgren har Hybris Edward af Sillén, Daniel Réhn, Calle Norlén, ensemblen och Manusfamiljen     | Edward af Sillén          | Cirkus, Stockholm/ Turné |

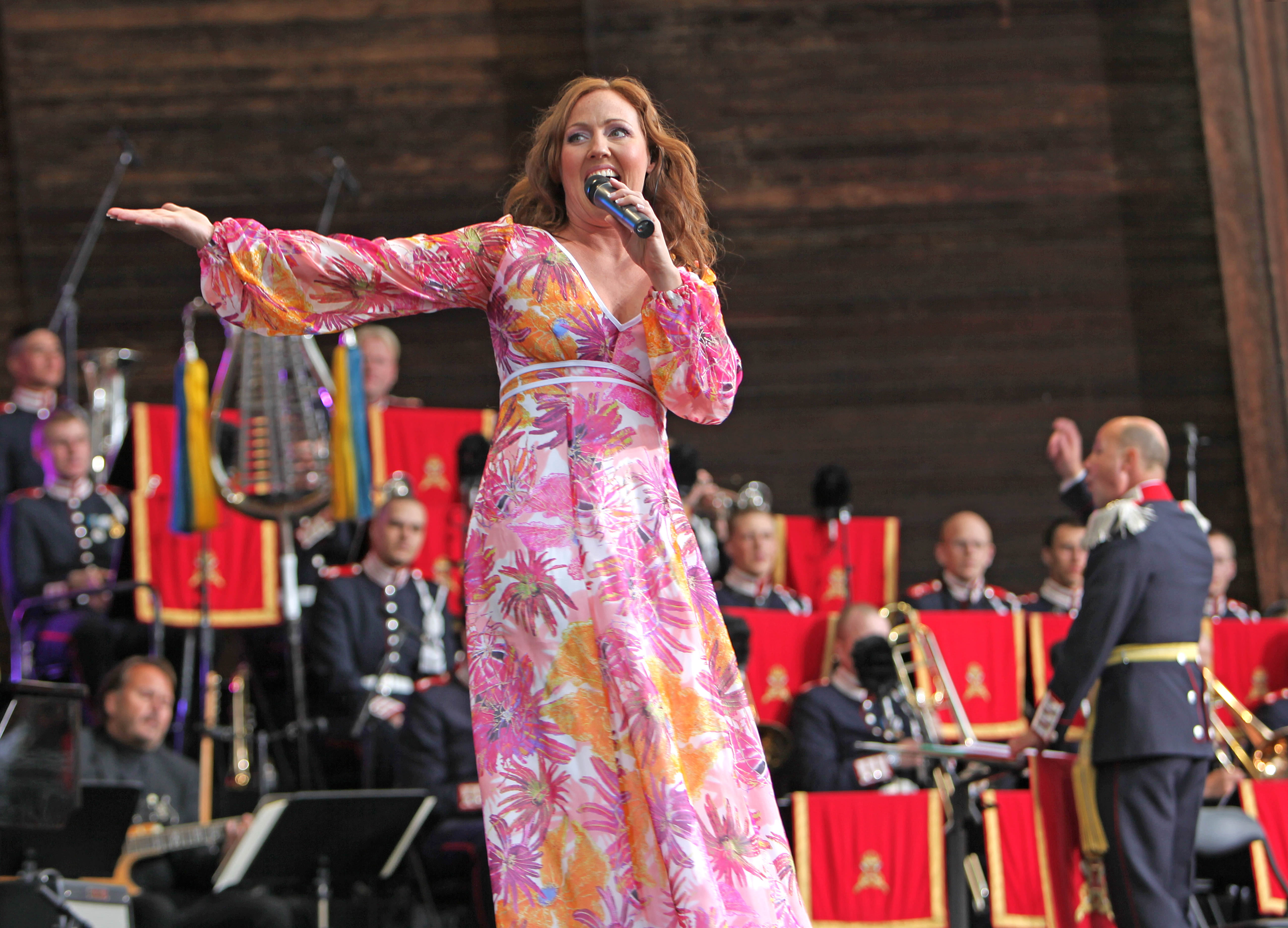
Hanna Hedlund på Skansen 2009
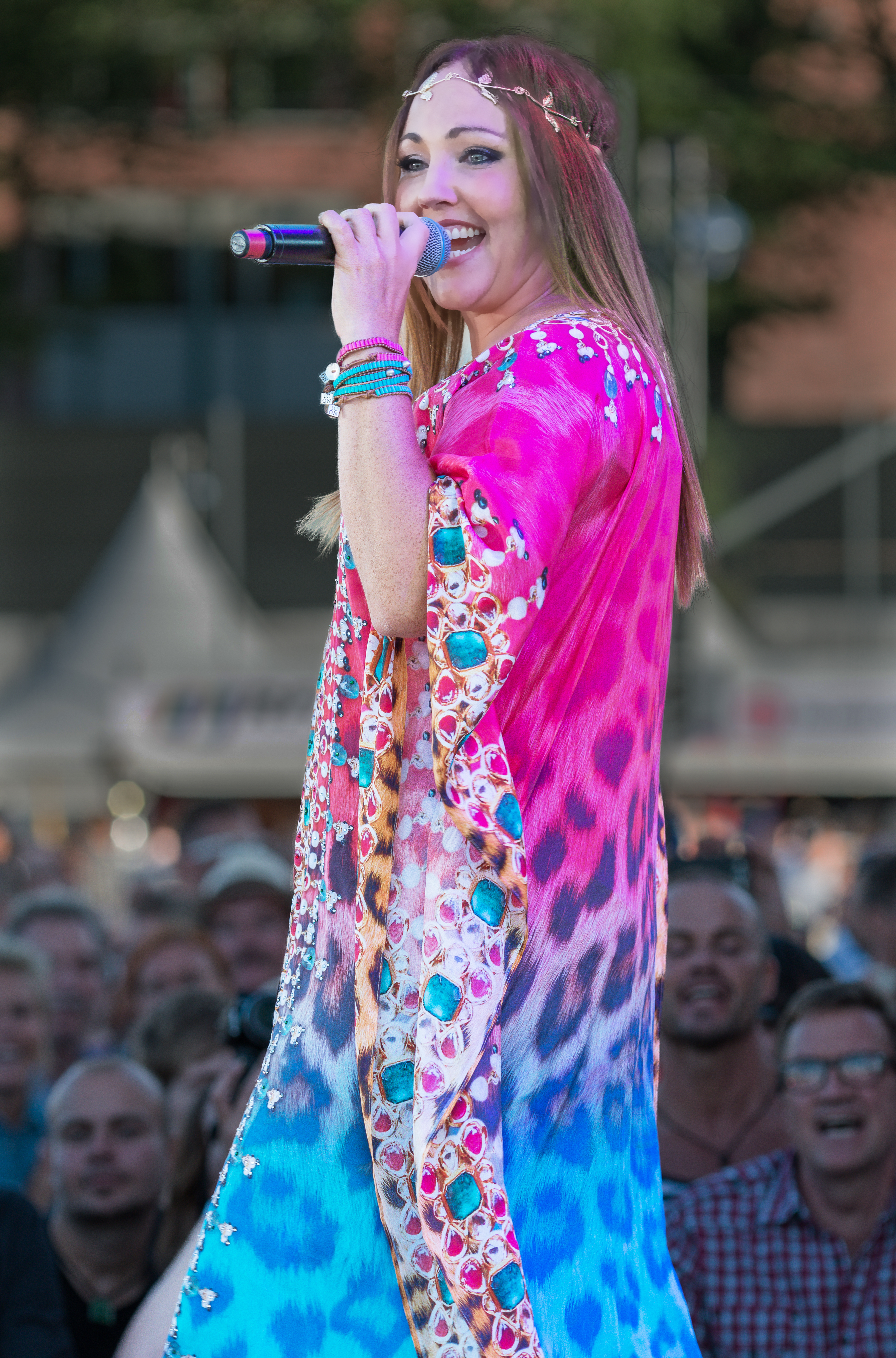
Hanna Hedlund på Stockholm Pride 2014
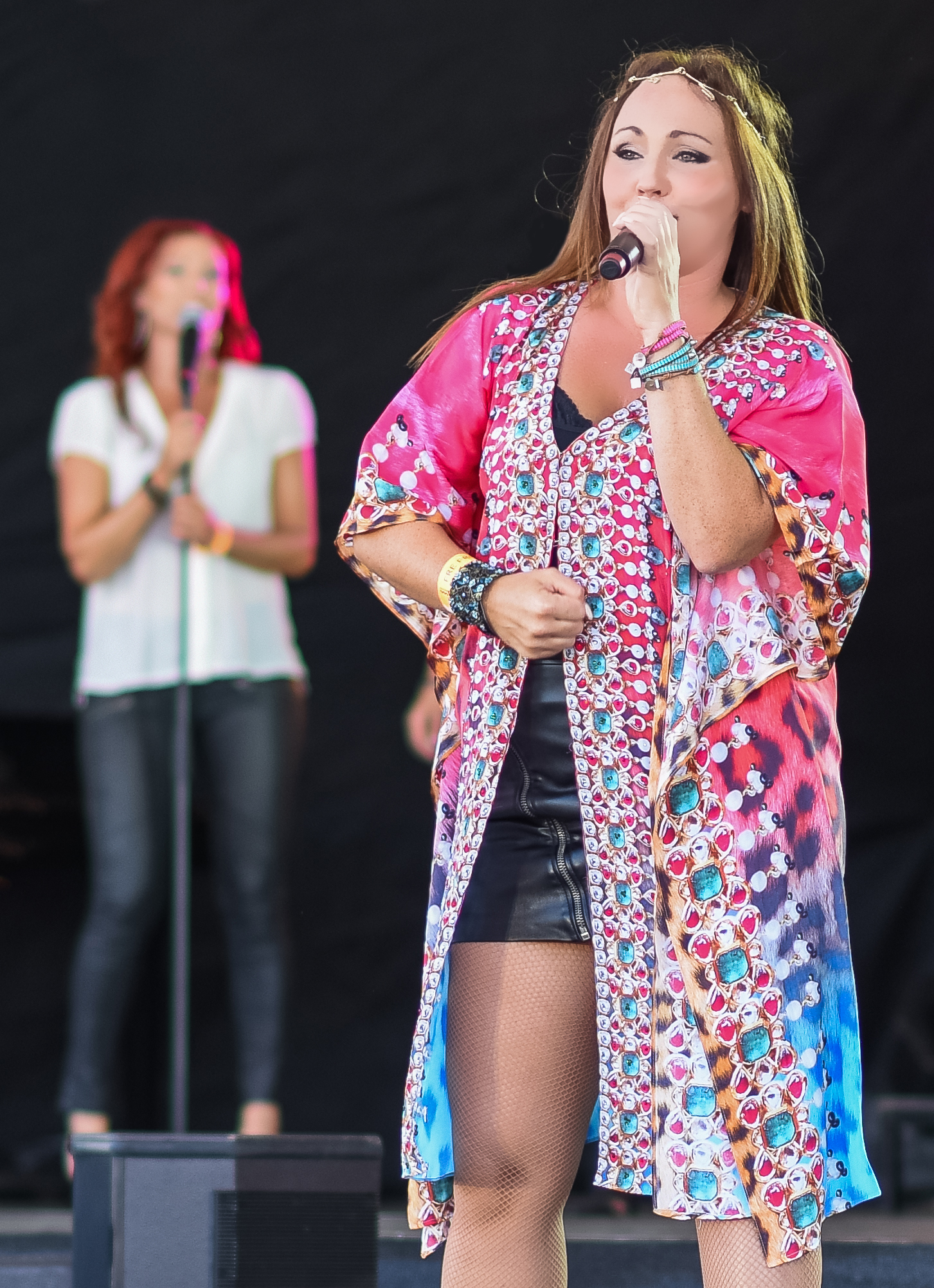
Hanna Hedlund på Stockholm Pride 2014.

## Diskografi
Album
- 2008 – Det är jag som är mamman

Singlar
- 2000 – "Anropar försvunnen"
- 2000 – "I min rosa ballong"
- 2002 – "Big time party" (duett med Lina Hedlund)
- 2008 – "Han kommer inte hem"
- 2013 – "On Top of the World" (som del av Swedish House Wives tillsammans med Jenny Silver och Pernilla Wahlgren)